# 織田信勝
織田信勝（日语：／ Oda Nobukatsu，1623年—1650年6月15日）是丹波柏原藩第3代藩主。信包系織田家第3代。父親是第2代藩主織田信則。母親是岡部長盛的女兒。正室是掛川藩藩主松平忠重的女兒。長女（水野重上的正室）和三女（喜連川昭氏的正室）成為松平忠倶的養女。官位是從五位下上總介。

## 生平
在元和9年（1623年）出生，家中長男，幼名是辰之助。在寬永7年（1630年）因為父親信則死去而繼任家督。寬永13年（1636年）1月8日，被任命為江戶城石普請。在寬永16年12月晦日（1640年）敘任從五位下上總介。寬永17年（1640年）9月24日，被任命為高槻城的守備。藩政有佐治川的治水工事和開發新田，鞏固了丹波柏原藩的基礎。
在慶安3年（1650年）5月17日死去。享年28歳。墓所在惠照山成德寺（兵庫縣丹波市柏原）。在成德寺中有「織田信勝像」。還有因為母親而在織田神社（兵庫縣丹波市柏原）被立為祭神「織田權現」並被祭祀著，在毎年的命日5月17日都會進行例祭。
因為沒有兒子，丹波柏原藩被改易並成為公儀御料。有一説指在死去時，側室已經懷有孩子，由於名門織田家的廢絕相當可惜，於是決定如果男子出生的話就承認其繼任家督，不過因為出生的是女子而被改易。因此叔父信當成為3千石旗本並令家名存續。